# 4620 Bickley
4620 Bickley è un asteroide della fascia principale. Scoperto nel 1978, presenta un'orbita caratterizzata da un semiasse maggiore pari a 2,2979973 UA e da un'eccentricità di 0,2195913, inclinata di 4,49829° rispetto all'eclittica.